# Миколка (Узденский район)
Миколка (бел. Міко́лка) — деревня в Узденском районе Минской области Беларуси. Входит в состав Дещенского сельсовета.

## География
Ближайшие населённые пункты Теляково, Карпиловка и др.

## История
До 30 октября 2009 года деревня входила в состав Теляковского сельсовета.

## Население

### Численность
- 2019 год — 46 человек

### Динамика
- 2009 год — 63 человек (перепись населения)[3]
- 2019 год — 46 человек (перепись населения)